# José Ribeiro
José Joaquim Pimentel Ribeiro (nascut el 2 de novembre de 1957) és un futbolista retirat portuguès que va jugar d'extrem esquerre.

## Carrera de club
Ribeiro va néixer a Vila Nova da Barquinha, districte de Santarém. Durant la seva carrera professional va representar Vitória de Setúbal, UFCI Tomar, CF União de Coimbra, Vitória de Guimarães, Amora FC, Académica de Coimbra, Boavista FC, SC Farense i SC Olhanense, retirant-se l'any 1990 als 32 anys però continuant jugant. a nivell amateur.
Nou de les 17 temporades sèniors del Ribeiro le va passar a la Primeira Liga, on va acumular un total de 146 partits i 20 gols.

## Carrera internacional
Ribeiro va disputar dos partits amb la selecció de Portugal, tots el 1985, i va ser seleccionat per a la Copa del Món de la FIFA de l'any següent.